# Liste der Kulturdenkmäler in Mützenich (bei Prüm)
In der Liste der Kulturdenkmäler in Mützenich sind alle Kulturdenkmäler der rheinland-pfälzischen Ortsgemeinde Mützenich einschließlich des Ortsteils Schweiler aufgeführt. Grundlage ist die Denkmalliste des Landes Rheinland-Pfalz (Stand: 27. Juni 2022).

## Einzeldenkmäler
| Bezeichnung                        | Lage                                                        | Baujahr | Beschreibung                                                             | Bild                           |
| ---------------------------------- | ----------------------------------------------------------- | ------- | ------------------------------------------------------------------------ | ------------------------------ |
| Wegekreuz                          | Mützenich, Amelscheider Weg Lage                            | 1813    | ehemaliges Grabkreuz; Balkenkreuz, Schiefer, bezeichnet 1813             | Fotos hochladen                |
| Katholische Filialkirche St. Josef | Mützenich, Bleialfer Straße 1 Lage                          | um 1700 | Saalbau mit Spitzhelmdachreiter, um 1700, Pultdachanbau; mit Ausstattung | weitere Bilder Fotos hochladen |
| Wegekreuz                          | Schweiler, östlich des Ortes am alten Weg nach Bleialf Lage | 1820    | ehemaliges Grabkreuz; Balkenkreuz, Schiefer, bezeichnet 1820             | BW                             |